# Elmore Leonard
Elmore John Leonard Jr. (født 11. oktober 1925 i New Orleans, USA, død 20. august 2013 i Detroit, USA) var en amerikansk forfatter.
Leonards familie flyttede ofte under hans ti første leveår, men bosatte sig fast i Detroit i 1934. Han har siden boet i denne by.
I 1943 lod Leonard sig hverve til den amerikanske marines ingeniørkorps, the Seabees. Han gjorde tjeneste i tre år i Stillehavet. Efter krigen studerede han engelsk og filosofi ved University of Detroit Jesuit High School, hvor han blev færdiguddannet i 1951.
Leonard fik sin første novelle, en western-historie, på tryk i 1950. Samme år begyndte han at arbejde for et reklamebureau. Hans første bog, western-romanen The Bounty Hunters, blev udgivet i 1953. Gennem 1950'erne og 1960'erne fortsatte han med at skrive western-romaner, hvoraf to blev filmatiseret: Three-Ten to Yuma (1953), filmatiseret som 3:10 to Yuma i 1957 og igen i 2007, samt The Captives (1955), filmatiseret som The Tall T i 1957). 
Fra 1970'erne af skrev Leonard manuskripter til film og romaner i den genre han senere er mest kendt for, kriminallitteraturen. Hans første krimiroman, The Big Bounce, blev udgivet i 1969. Han har senere vundet en lang række prestigefyldte priser inden for genren. I 1992 blev han tildelt Mystery Writers of Americas mest prestigefyldte pris, The Grand Master Award for vigtige bidrag til krimigenren over længere tid samt en stor produktion af vedvarende høj kvalitet. I 2006 modtog han den britiske Crime Writers' Associations tilsvarende pris, The Cartier Diamond Dagger for livslangt arbejde af særlig høj kvalitet. 
En lang række af hans romaner er blevet filmatiseret som spillefilm eller til tv. Mest kendt er han måske for Get Shorty (1995), The Big Bounce (filmatiseret i 1969 med Ryan O'Neal i hovedrollen og i 2004 med Owen Wilson i hovedrollen) Rum Punch filmatiseret som Jackie Brown i 1997 og Out of Sight (1998).

### Romaner
- The Bounty Hunters (1953)
- The Law at Randado (1954)
- Escape from Five Shadows (1956)
- Last Stand at Saber River (1959)
- Hombre (1961)
- The Big Bounce (1969)
- The Moonshine War (1969)
- Valdez is Coming (1970)
- Forty Lashes Less One (1972)
- Mr. Majestyk (1974)
- Fifty-Two Pickup (1974)
- Swag )|Swag (1976)
- Unknown man No. 89 (1977)
- The Hunted (1977)
- The Switch (1978)
- Gunsights (1979)
- City Primeval (1980)
- Gold Coast (1980)
- Split Images (1981)
- Cat Chaser (1982)
- Stick (1983)
- LaBrava (1983)
- Glitz (1985)
- Bandits (1987)
- Touch (1987)
- Freaky Deaky (1988)
- Killshot (1989)
- Get Shorty (1990)
- Maximum Bob (1991)
- Rum Punch (1992)
- Pronto (1993)
- Riding the Rap (1995)
- Out of Sight (1996)
- Cuba Libre (1998)
- Tonto Woman (1998)
- Be Cool (1999)
- Pagan Babies (2000)
- Fire in the Hole (2001)
- When the Women Come Out to Dance (2002)
- Tishomingo Blues (2002)
- A Coyote's in the House (2003)
- Mr. Paradise (2004)
- The Hot Kid (2005)
- Up in Honey's Room (2007)

### Filmmanuskripter
- The Moonshine War (1970)
- Joe Kidd (1972)
- Mr. Majestyk (1974)
- High Noon, Part II TV.film (1980)
- Stick sammen med Joseph Stinson (1985)
- 52 Pick-Up sammen med John Steppling (1986)
- Desparado TV-film (1987)
- The Rosary Murders sammen med Fred Walton (1987)
- Cat Chaser (1989)
- Last Stand at Saber River TV-film, sammen med Ronald M. Cohen (1997)

## Priser og udmærkelser
- Edgar-prisen for bedste roman 1984, for La Brava
- The Martin Beck Award 1985, for La Brava
- Grand Prix de Littérature Policière 1986, for La Loi de la cité (City Primeval)
- The Hammett Award 1991, for Maximum Bob
- Mystery Writers of America Grand Master Award 1992
- The Cartier Diamond Dagger 2006